# Giulio Cesare Capaccio

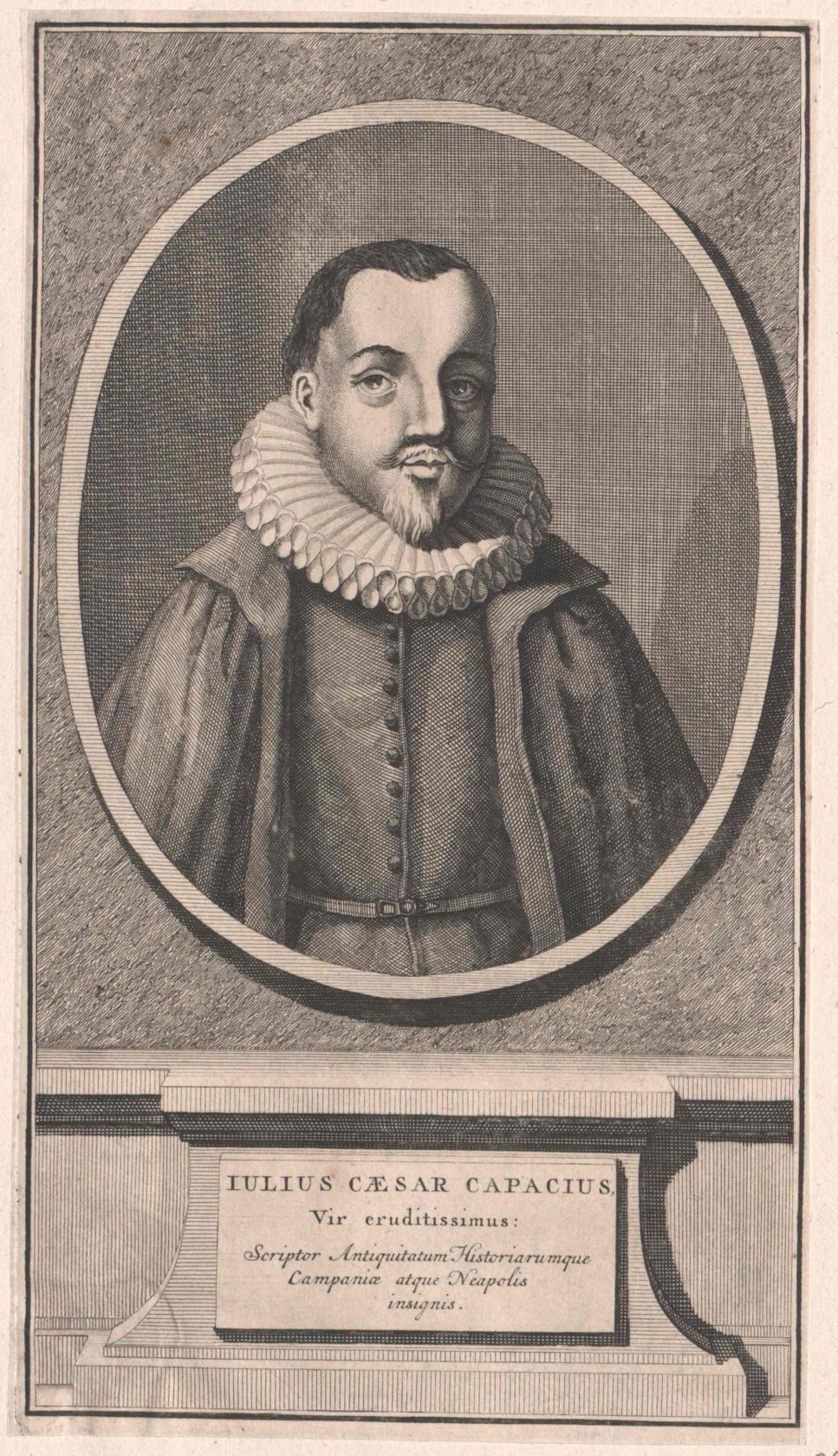
Giulio Cesare Capaccio, «Vir eruditissimus: Scriptor Antiquitatum Historiarumque Campania atque Neapolis insignis». Österreichische Nationalbibliothek.

Giulio Cesare Capaccio (Campagna, 1552-Nápoles, 1634) fue un erudito, teólogo, escritor e historiador italiano.

## Biografía
Capaccio debió de iniciarse en el estudio de la filosofía con los dominicos de su ciudad natal pasando luego a estudiar derecho en Nápoles y Bolonia. Hacia 1575 regresó a Nápoles donde se centró en los estudios de teología y sagradas escrituras. En 1582 publicó en Nápoles con el título de profesor de teología una colección de sermones, Delle prediche quadragesimali, dividido en siete temas. Con Il Secretario, editado en Roma en 1589 y tres veces reimpreso en Venecia antes de terminar el siglo, se propuso enseñar a escribir una carta conforme a las nuevas tendencias intelectualistas y conceptistas del manierismo.
Capaccio, sin embargo, es recordado principalmente como autor de un libro de empresas, Delle Imprese, como creador y teórico de esos juegos de ingenio consistentes en asociar una figura y un lema para extraer un concepto original aplicable a una situación o persona concreta, reconocible en él. Como teórico de la empresa Capaccio admitía, a diferencia de otros tratadistas, todo tipo de portentos de la naturaleza en el cuerpo de la empresa para causar sorpresa o asombro con lo ingenioso del concepto, pero se esforzaba en diferenciar emblema, que «solo tiene que alimentar los ojos», y empresa, que se dirige a la mente y a menudo es más bella cuanto más escueta y menos recargada de adornos se presenta la imagen.
El mismo año 1592 en que salió a la luz Delle Imprese Capaccio se vio obligado a salir de Nápoles, al parecer por razones económicas, y dedicarse a la enseñanza en su tierra natal, pero no tardó en regresar a Nápoles, con familia y necesitado de trabajo. Se le confió el empleo de superintendente de granos y aceites, ocupación que no le impidió proseguir con sus variados estudios y publicaciones, y en 1602 obtuvo el cargo bien remunerado de secretario de la ciudad.
Su interés por los estudios de la antigüedad grecorromana se vio recompensado en 1606 cuando el virrey Juan Alonso Pimentel le encomendó la catalogación de las estatuas halladas en las excavaciones realizadas en la antigua Magna Grecia. Con los materiales recogidos y la información obtenida de ellos ya en 1604 había publicado la Puteolana historia, y en 1607 la Historia Neapolitana con a una nueva edición traducida de la Puteolana historia titulada ahora La vera antichità di Pozzuolo.
En 1611 Capaccio figuró entre los fundadores de la Academia de los Ociosos con el título de Accademico Tranquillo, con el que en 1612 pronunció una declamación en defensa de la poesía. Además fueron muchos a lo largo de su dilatada carrera los elogios conmemorativos o fúnebres en honor de determinadas autoridades y las relaciones de actos festivos, muchos de ellos también publicados, como el dedicado a la entrada en Nápoles del nuevo virrey, Pedro Fernández de Castro, conde de Lemos, In adventu illustriss. et excellentiss. D. Petri Ferdinandi e Castro neapolitani Proregis Panegyricus (Nápoles, 1610) o la Relazione dell'apparato fatto dal popolo napolitano nella festività del glorioso S. Gio. Battista all'Eccellenze de Don Pietro di Castro... (Nápoles, 1614), aparato festivo destinado a ensalzar las virtudes del mismo virrey con ocasión de las celebraciones en honor del Bautista, santo patrón de la ciudad.
Tales triunfos no impidieron que en 1613 por motivos no aclarados y al parecer relacionados con la acusación formulada contra uno de sus hijos tuviese que exiliarse por espacio de un año con confiscación de sus bienes y de la rica biblioteca que había logrado reunir y, cuando pudo regresar a Nápoles, a pesar de la intervención a su favor del virrey Pedro Fernández de Castro, la rehabilitación no fue completa, por lo que en 1616 decidió trasladarse a Urbino como custodio de la biblioteca ducal. Allí pudo completar otra de sus obras destacadas, Il Principe (Venecia, 1620), libro de emblemas aunque sin la pars picta, donde defendía el sólido fundamento de un Estado basado en el poder divino de la Iglesia frente a la razón de Estado de Maquiavelo. Regresó a Nápoles en 1623, aunque con un modesto trabajo de maestro de escuela, y allí en 1630 publicó en forma de diálogo su última obra importante: Il forastiero, de carácter fuertemente aristocrático y enemigo de las clases populares urbanas, la plebe.